# Mozaïcisme

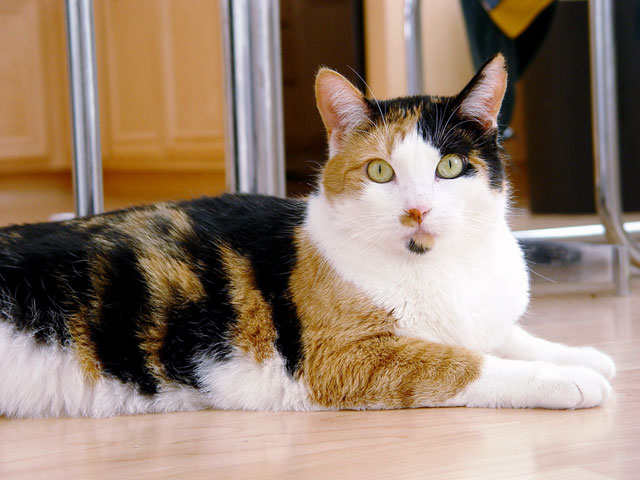
Het vlekkenpatroon van de lapjeskat is een voorbeeld van natuurlijk mozaïcisme

Mozaïcisme is een variatie van genetisch materiaal in verschillende cellen in het lichaam. Het onderscheidt zich van chimerisme doordat bij mozaïcisme alle cellen voortkomen uit een enkele bevruchte eicel.
Mozaïcisme gaat soms samen met bepaalde genetische afwijkingen. Onder andere het syndroom van Down, dat veroorzaakt wordt door het voorkomen van drie exemplaren van chromosoom 21 in elke cel, kent een variant met mozaïcisme: mensen met het mozaïek-downsyndroom hebben in een deel van hun cellen drie chromosomen 21 en in de overige cellen twee.
Een natuurlijk mozaïcisme komt in elke vrouw voor; kort na de bevruchting zullen alle cellen een van beide X-chromosomen inactiveren door middel van methylatie. Als de foetus groeit zal in sommige lichaamsdelen het maternele X-chromosoom tot uiting komen, en in andere delen het paternale. Het inactieve X-chromosoom is het geslachtschromatine of lichaampje van Barr.

## Chromosomaal mozaïcisme
Mozaïcisme kan optreden vlak na de bevruchting door een non-disjunctie in de mitotische deling. Een van de twee dochtercellen krijgt een extra chromosoom (dus 47 chromosomen), terwijl de andere er een te weinig heeft (45). Meestal sterft de cel met 45 chromosomen. Alle nakomelingen van de 47-cel zullen ook 47 chromosomen hebben, naast alle gezonde cellen met 46 chromosomen.
Het is echter waarschijnlijker dat bij chromosomale aandoeningen er een non-disjunctie is opgetreden in een van de gameten. Bij een van de vroege celdelingen zal dan het extra chromosoom verloren gaan, waardoor alle dochtercellen gezond zijn. Het moment waarop dit gebeurt is bepalend voor de verhouding 46:47 chromosomen.

## Mutaties en mozaïcisme
Op het niveau van de genetische code kan een mutatie optreden die later wordt doorgegeven aan alle dochtercellen. De meeste mutaties hebben geen effect, maar sommige uiten zich in het fenotype.

## Kiembaanmozaïcisme
Wanneer een mutatie zich in de teelbalcellen of ovariumcellen bevindt, is er een kans dat de zaad- en eicellen aangetast kunnen zijn. In dit geval spreekt men van kiembaanmozaïsme. Niet alle gameten hoeven aangetast te zijn. Vaak wordt dit soort mutaties ontdekt door onderzoek na klachten van fertiliteitsproblemen of herhaalde miskraam.